# 한국전파진흥협회
한국전파진흥협회(韓國電波振興協會, Korea Radio Promotion Association, RAPA)는 전파자원의 효율적인 이용을 도모하고 전파환경의 변화에 대처하며 전파 관련업체의 상호협력과 유대강화, 전파산업의 국제화 및 전파이용기술의 표준화를 통한 건전한 육성발전을 도모함으로써 전파진흥을 위한 발전기반을 조성하기 위하여 설립된 특수법인이다. 서울특별시 양천구 목동에 위치하고 있다.

## 설립 근거
- 전파법 제66조의2[1]

## 주요 업무
- 새로운 전파이용 기술의 실용화 및 보급 촉진
- 전파자원의 효율적인 이용과 전파방송산업 발전의 기반 조성에 관한 사업
- 전파이용 기술의 표준화에 관한 사업
- 전파이용 및 방송 기술 전문인력 양성사업

## 연혁
- 1990년 10월 23일 사단법인 한국전파산업진흥협회 설립 - 초대 회장 정몽헌(현대전자산업 사장)
- 1992년 8월 17일 특수법인 한국전파진흥협회 설립
- 1995년 2월 16일 제3대 회장 김주용 연임
- 1997년 2월 20일 제4대 회장 김영환 취임(현대전자산업 사장)
- 1997년 7월 7일 부설 형식등록지정시험소(무선기기) 설립
- 1999년 2월 19일 제5대 회장 김영환 연임 (2000년 4월 24일부터 임기잔여기간 직무대행 - 박종섭 사장)
- 2001년 3월 9일 제6대 회장 조정남 취임(SK텔레콤 부회장)
- 2002년 2월 부설 한국정보통신수출진흥센터 개원
- 2003년 3월 7일 제7대 회장 조정남 연임(SK텔레콤 부회장)
- 2004년 2월 부설 EMC기술지원센터 설립
- 2005년 2월 24일 제8대 회장 조정남 연임(SK텔레콤 부회장)
- 2007년 3월 22일 제9대 회장 조정남 연임(SK텔레콤 부회장)
- 2008년 6월 제10대 회장 최지성 취임(삼성전자 사장)
- 2010년 1월 전파방송통신인재개발교육원을 한국방송통신전파진흥원으로부터 이관
- 2010년 3월 제11대 회장 최지성 연임(삼성전자 부회장)
- 2011년 2월 EMC기술지원센터와 안테나지원센터를 통합하여 전자파기술원으로 확대 개편(한국방송통신전파진흥원으로부터 안테나지원센터를 이관)
- 2012년 2월 제12대 회장 신종균 취임(삼성전자 사장)
- 2015년 3월 제13대 회장 신종균 연임(삼성전자 사장)
- 2017년 3월 제14대 회장 권영수 취임(LG 대표이사 부회장)
- 2018년 10월 제15대 회장 하현회 취임(LG유플러스 대표이사 부회장)
- 2020년 3월 제16대 회장 하현회 연임(LG유플러스 대표이사 부회장)
- 2021년 3월 제17대 회장 황현식 취임(LG유플러스 대표이사 사장)

## 조직

### 총회

#### 한국전파진흥협회장

##### 상근부회장/전파진흥실
- 사무국장
  - 산업전략본부
    - 산업지원팀
    - 차세대방송팀
    - 국제협력팀
    - 지상파UHD방송콘텐츠보호인증센터

  - 차세대미디어진흥본부
    - 방송콘텐츠팀
    - 실감콘텐츠팀
    - 지역방송지원팀

  - 전파방송기술본부
    - 기술지원팀
    - 주파수연구팀
    - 비면허무선기기지원센터

  - 전파환경솔루션본부
    - 행복전파확산센터
    - 이동통신설비구축지원센터
    - 서울사무소
    - 부산사무소

  - 디지털방송진흥부
  - 융합사업부
    - EMP대응팀

  - 경영지원부
  - 해외디지털방송전환지원센터
  - 콘텐츠유통팀

## 소속기관

### 전파방송통신인재개발교육원
- 교육기획부
- 방송교육부
- 전파융합교육부
- IT융합교육부
- 전파방송통신인재개발평생교육원

### 전파엔지니어링랩
- 연구기획부
  - 기술지원팀

### 시험인증원
- 품질관리팀
- 시험기술팀

### 전자파기술원
- 기술기획팀
- 기술표준연구팀